# EE (음악 그룹)
EE는 2008년 싱글 앨범 [Curiosity Kills]로 데뷔한 대한민국의 음악 그룹이다.

## 공연
- 2016 잔다리페스타 (2016)